# Guapirama
Guapirama est une municipalité brésilienne située dans l'État du Paraná.